# Willem Jan Arend Kernkamp

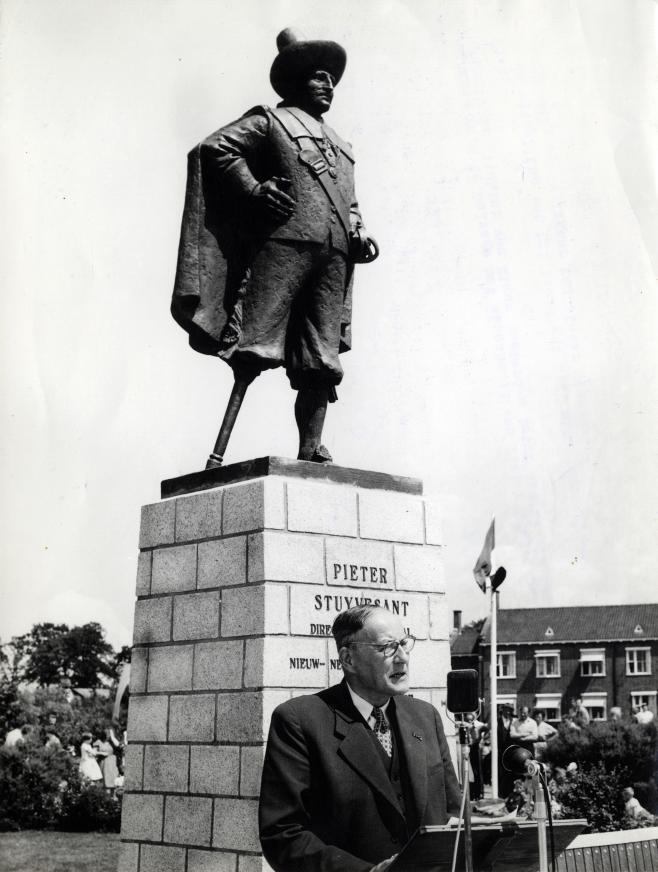
Minister Kernkamp houdt een toespraak bij de onthulling van het standbeeld van Peter Stuyvesant in Wolvega in 1955

Willem Jan Arend Kernkamp (Edam, 18 juli 1899 – Utrecht, 18 juli 1956) was minister van Overzeese Rijksdelen van 2 september 1952 tot zijn overlijden in 1956. Tijdens zijn ministerschap kwam het Statuut voor het Koninkrijk der Nederlanden tot stand waarmee Suriname en de Nederlandse Antillen een zelfstandiger positie kregen.

## Opleiding
Kernkamp volgde het Gereformeerd Gymnasium in Amsterdam om vervolgens aan de Vrije Universiteit Amsterdam rechten te studeren, waar hij in 1926 zijn doctoraal examen behaalde. Deze studie werd gevolgd door een studie Arabisch en Indisch recht in de periode 1929-1933 met aanvullend doctoraal examen in 1933. Kernkamp maakte een studiereis naar Egypte en andere islamitische landen in 1932-33, promoveerde aan de Rijksuniversiteit Utrecht op 29 mei 1935 op het proefschrift De Islam en de Vrouw (cum laude).

## Loopbaan
- bijzonder hoogleraar Arabisch en instellingen van de islam vanwege het fonds ten behoeve van de Indologische Studiën, Rijksuniversiteit te Utrecht, van 1936 tot 1946
- belast met de waarneming van de bijzondere leerstoel in het Indisch staatsrecht, Rijksuniversiteit Utrecht, van 1942 tot 1946
- hoogleraar staats- en administratiefrecht, wijsbegeerte van het recht, Rijksuniversiteit Utrecht, van 1946 tot 1 september 1952
- raadsheer Bijzondere Raad van Cassatie, van 1947 tot september 1952
- gevolmachtigde bij de Algemene Vergadering van de Verenigde Naties te New York, van 1948-1952
- minister van Uniezaken en Overzeese Rijksdelen, van 2 september 1952 tot 7 november 1952
- minister van Overzeese Rijksdelen, van 7 november 1952 tot 18 juli 1956

## Publicaties
- De Islam en de vrouw, bijdragen tot de kennis van het reformisme, naar aanleiding van Mr. Rida's: Nida' Lil Djins Allatif (dissertatie, 1935)
- Pan-Arabische beweging en islam (inaugurele rede, 1936)

- Biografisch Portaal: 49000951
- Digitale Bibliotheek voor de Nederlandse Letteren: kern009
- International Standard Name Identifier: 0000 0000 2577 3350
- Library of Congress Control Number: n85152188
- Nationale Bibliotheek van Israël: 987007273915505171
- Nederlandse Thesaurus van Auteursnamen: 070083703
- Parlement.com: vg09llhuapyk
- Virtual International Authority File: 77750576
- WorldCat: E39PBJxrYWHrF97JG388hT34v3